# Stanisław Prędota
Stanisław Paweł Prędota (ur. 1 lipca 1944 w Zaczarniu, zm. 18 września 2021 w Żmigrodzie) – polski językoznawca, niderlandysta, germanista, profesor nauk humanistycznych, wykładowca Uniwersytetu Wrocławskiego.

## Życiorys
Syn Stanisława i Ludwiki. W latach 1962–1964 studiował na Uniwersytecie Wrocławskim, następnie na Uniwersytecie w Lipsku. W 1967 rozpoczął pracę na Uniwersytecie Wrocławskim, gdzie uzyskał stopień doktora (1974) oraz doktora habilitowanego (1982). W latach 1983–1989 pracował jako docent na uczelni, uzyskał tytuł profesorski, został profesorem nadzwyczajnym (1989) i zwyczajnym (1993).
W latach 1989–1990 kierował utworzonym przez siebie Zakładem Niderlandystyki, następnie powstałą z jego inicjatywy Katedrą Języka, Literatury i Kultury Niderlandzkiej im. Erazma z Rotterdamu. Został też członkiem Rady Katedry Filologii Niderlandzkiej. W latach 1982–1987 pełnił obowiązki prodziekana Wydziału Filologicznego Uniwersytetu Wrocławskiego. Został również profesorem w Instytucie Filologii Germańskiej Uniwersytetu Opolskiego, wykładał także w Wyższej Szkole Filologicznej we Wrocławiu. W pracy naukowej specjalizował się w językoznawstwie niemieckim i niderlandystyce.
Był członkiem Polskiego Towarzystwa Językoznawczego, Wrocławskiego Towarzystwa Naukowego, Maatschappij der Nederlandse Letterkunde oraz Nowojorskiej Akademii Nauk. Pełnił obowiązki przewodniczącego Komisji Nauk Filologicznych Oddziału PAN we Wrocławiu. Współredaktor Prac Komisji Nauk Filologicznych Oddziału Polskiej Akademii Nauk we Wrocławiu. Zasiadał w kolegium redakcyjnym „Tijdschrift voor Nederlands en Afrikaans” wydawanego w Kolonii. Był także redaktorem (1989–2003), a następnie współredaktorem serii Neerlandica Wratislaviensia. Od 1985 należał do Towarzystwa Przyjaźni Polsko-Holenderskiej, pełnił funkcję prezesa jego wrocławskiego oddziału (1985–1989).

## Odznaczenia
Odznaczony m.in. Krzyżem Kawalerskim Orderu Odrodzenia Polski (2011), a także Złotym Krzyżem Zasługi oraz belgijskim Orderem Korony IV klasy.

## Publikacje
- Konfrontative Phonologie polnisch-niederländisch, Wydawnictwo Uniwersytetu Wrocławskiego, Wrocław 1983.
- Mały niderlandzko-polski słownik przysłów (Klein Nederlands-Pools spreekwoordenboek), Wydawnictwo Uniwersytetu Wrocławskiego, Wrocław 1986.
- Mówimy po niderlandzku: kurs dla początkujących (z Lisettą Stembor), Wiedza Powszechna, Warszawa 1986.
- Mały niemiecko-polski słownik przysłów, wyd. 3, Wydawnictwo Naukowe PWN, Warszawa 1995.
- Nederlandse en Poolse fraseologismen en spreekwoorden. Niderlandzkie i polskie frazeologizmy oraz przysłowia (z Siegfriedem Theissenem), Wydawnictwo Uniwersytetu Wrocławskiego, Wrocław 1997.
- Wymowa języka niderlandzkiego: wprowadzenie, Wydawnictwo Uniwersytetu Wrocławskiego, Wrocław 1998.
- Op Zoek. Laat de klanken klinken: oefeningen voor de uitspraak van het Nederlands, Wydawnictwo Naukowe PWN, Warszawa 2000.
- Wprowadzenie do językoznawstwa niderlandzkiego, Wydawnictwo Uniwersytetu Wrocławskiego, Wrocław 2003.